# 青森市立新城中学校
青森市立新城中学校（あおもりしりつ しんじょうちゅうがっこう）は、青森県青森市新城にある公立中学校。地域住民や生徒からは「新中」（しんちゅう）と呼ばれている。

## 概要
校舎の老朽化に伴い、2007年6月下旬から改築が進められ、2008年11月に新校舎が完成、同年12月8日より完全移行した。校舎に続き、2010年3月8日には新体育館が完成した。
校歌は2代目校長の貝森格正が作詞を行い、学校が丘の上にあるので、「自由の風のかおる丘」「文化の花のにおう丘」「健康の陽のもゆる丘」という歌詞がある。
新城の山の上にあり、登校するには坂を上らなければならない。これは、かつて新城がスキー場であったことを物語っている。ちなみに市内で一番高いところにある学校である。
学区が広く、鶴ヶ坂（青森市浪岡の近隣）～三好までであり、鶴ヶ坂・戸門・孫内・新城（白旗野）地区にはスクールバスでの登校を認められている。

## 沿革
- 1947年（昭和22年）4月22日 - 東津軽郡の新城村立新城中学校として創立。また、新城村立新城小学校を併設。
- 1948年（昭和23年）10月15日 - 現在地に新校舎第一期工事竣工。
- 1949年（昭和24年）第1学期 - 校歌制定。
- 1950年（昭和25年）3月4日 - 西側校舎増築。
- 1951年（昭和26年）10月1日 - 松ヶ丘保養園内に二葉分室設置。
- 1953年（昭和28年）第2学期 - 校章制定。
- 1954年（昭和29年）5月3日 - 講堂新築竣工。
- 1955年（昭和30年）
  - 3月1日 - 新城村の青森市への合併により、青森市立新城中学校と改称。
  - 4月1日 - 二葉分室が二葉分校と改称。
- 1957年（昭和32年）11月8日 - 創立10周年記念式典挙行。
- 1962年（昭和37年）7月2日 - 3教室増築。
- 1966年（昭和41年）3月31日 - 二葉分校廃止。
- 1968年（昭和43年）
  - 3月31日 - 二葉分校閉校。
  - 12月14日 - 新校舎第一期工事完成。
- 1969年（昭和44年）12月16日 - 新校舎第二期工事完成。
- 1970年（昭和45年）12月3日 - 新校舎第三期工事完成。
- 1973年（昭和48年）4月1日 - 孫内中学校を統合。
- 1977年（昭和52年）12月24日 - 体育館新築。
- 1978年（昭和53年）1月21日 - 体育館落成並びに創立30周年記念式典挙行。
- 1980年（昭和55年）12月19日 - 校舎増築工事完了。
- 1984年（昭和59年）5月10日 - 校庭拡張工事完了。
- 1987年（昭和62年）11月7日 - 創立40周年記念式典挙行。
- 1992年（平成4年）12月15日 - 水洗便所改築工事完了。
- 1994年（平成6年）7月4日 - 美術室・相談室・事務室等改築工事完了。
- 1995年（平成7年）12月20日 - コンピュータ室・電気室・木工室増築工事完了。
- 1996年（平成8年）10月8日 - 創立50周年記念式典挙行。
- 2006年（平成18年）4月1日 - 情緒障害特殊学級設置。
- 2008年（平成20年）11月30日 - 新校舎（体育館は除く）完成。
- 2009年（平成21年）4月1日 - 女子の制服を全面的に改良。同時に、学校指定ジャージも一部改良。
- 2010年（平成22年）
  - 3月8日 - 新体育館完成。
  - 11月27日 - 新校舎落成と60周年記念の両式典を挙行。

## 校舎・中庭など
2008年11月末に竣工。
鉄筋コンクリート4階建ての校舎で、青森市で三番目に新しい校舎である。外装・内装ともに白基調である。
1年が4階普通教室、2年が3階普通教室、3年が2階普通教室を使用している。1階は職員室や校長室などの管理棟である。正面玄関は旧校舎の体育館およびテニスコート跡地に面している。
2010年3月には新体育館も完成した。旧体育館跡地は、グラウンドである。

### 旧校舎

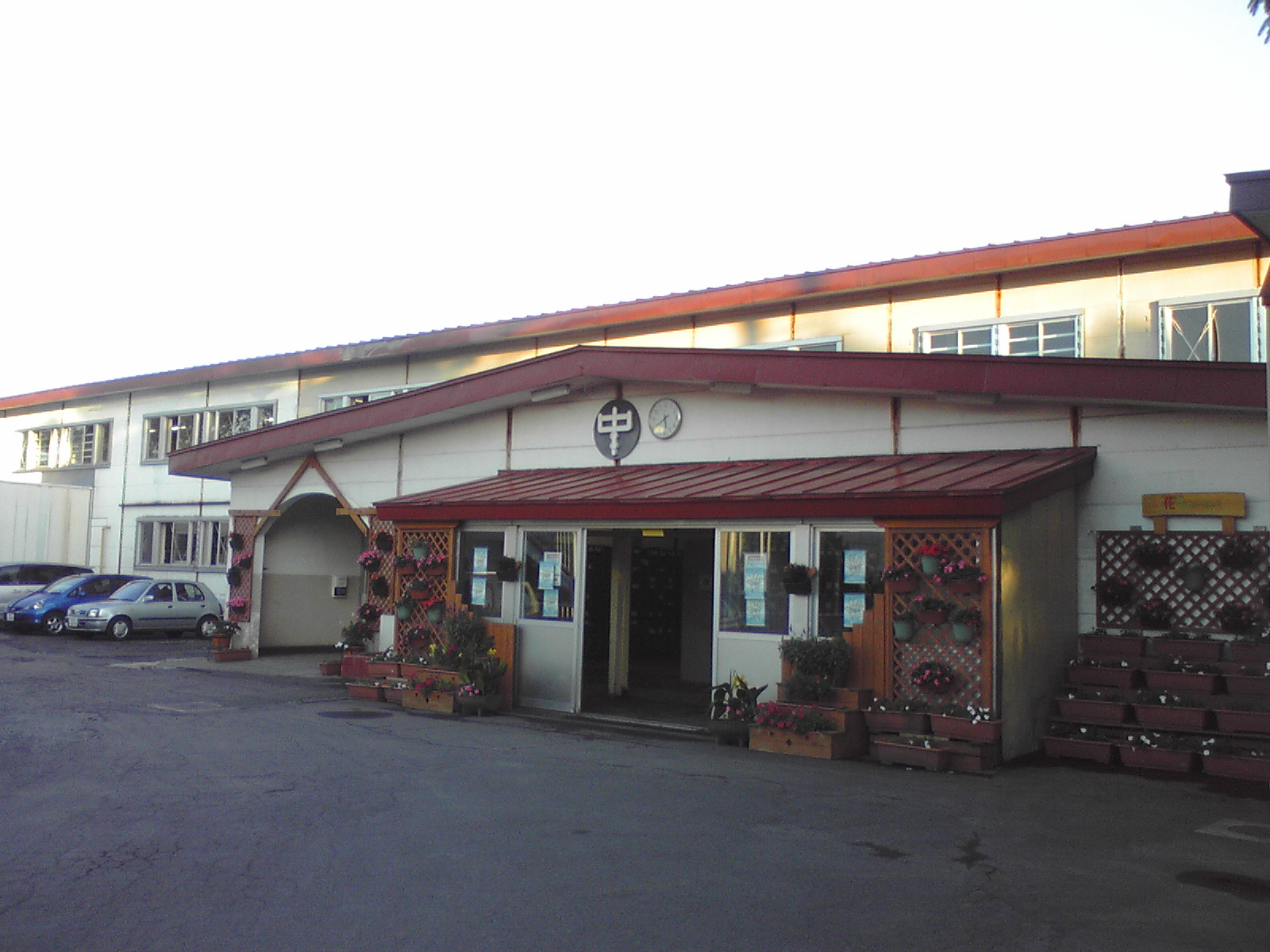
旧校舎の生徒玄関

かつての校舎は鉄筋プレハブ2階建て（屋上なし）の校舎で、2008年11月に新校舎が完成するまで市内で二番目に古い校舎であった。1年が2階南側の普通教室を、2年が2階北側の普通教室を、3年が1階普通教室を使用していた。1学年7クラスに対応できるように作られていたが、クラス数が多く、教室が不足していたこともあり、図書室がなくなり、2階中央廊下に「図書コーナー」を設けたことや、第二音楽室が2階中央廊下に仮設されたこともあった。
トイレが2つしかなく、かつ1階にしかなかった。これは平成に入るまで汲み取り式であったからである。
暖房は石油ストーブであった。冬にすきま風で廊下が凍結・積雪したり、雨漏りがするなど老朽化が激しかった。毎年春になるとストーブを片付けていたが、2008年にはストーブが教室に放置される事になった。
また、プレハブ小屋の「第1美術室」が存在しており、比較的最近できたものでありながらこちらも老朽化が激しかった。ちなみに「第2美術室」は普通教室を使用。「技術棟」とよばれる比較的新しい校舎には、「電気技術室」（生徒には『電技室』と呼ばれている）、「木工室」、「コンピューター室」があった。
校舎に囲まれる形で中庭が存在しており、池やベンチがあり、木や花が植えられていた。昼休みには中庭が開放され、ブロックの上のみ上履きで歩けた。PTAが造園していた。 環境整備が整っているためか、中庭にハチが巣を作ることがあった。稀に教室にも出入りし、学校側では放送やプリントで注意を呼びかける事があった。
かつて使っていた相撲の土俵（四本柱の屋根付き）が校庭の南西にあった。

## 学区
- 石江（1丁目～5丁目、字平山、字高間、字岡部の一部、字三好の一部、字江渡の一部）、新田字忍、鶴ケ坂、戸門、孫内、新城（字山田、字平岡、字福田）、三好（1丁目の一部、2丁目）。
- 基本的に青森市立新城小学校、青森市立新城中央小学校（鶴ヶ坂小、孫内小、戸門小は2009年度、新城中央小に統合）の生徒が当校に進学する。

## アクセス
- 青森市営バス・弘南バス「西高校前」バス停下車後、徒歩約600m・約9分。

## 周辺
- 国立療養所松丘保養園
- 松丘弥広神社
- 他は住宅のみだが、やや離れた所に三内霊園がある。

## 参考資料
- 『新青森市史 別編教育（別巻） 年表・学校教育』（青森市・2000年3月発行）「学校沿革 （二）中学校」241頁～242頁「新城中学校」
- 『青森県教育史 別巻』（青森県教育委員会・1973年12月20日発行）872頁「学校沿革 中学校 新城中学校」